# Pseudostegana angustifasciata
Pseudostegana angustifasciata är en tvåvingeart som beskrevs av Chen och Wang 2005. Pseudostegana angustifasciata ingår i släktet Pseudostegana och familjen daggflugor. Inga underarter finns listade i Catalogue of Life.